# U218 Videos
U218 Videos è una raccolta di video musicali della band rock irlandese U2 pubblicata nel 2006 in contemporanea col Greatest Hits U218 Singles. Contiene i video del CD, tranne Window in the Skies; sono presenti inoltre le versioni internazionali e statunitensi dei video Stuck in a Moment You Can't Get Out Of e Walk On.

## Video
1. Beautiful Day (da All That You Can't Leave Behind, settembre 2000)
2. I Still Haven't Found What I'm Looking For (da The Joshua Tree, maggio 1987)
3. Pride (In the Name of Love) (da The Unforgettable Fire, novembre 1984)
4. With or Without You (da The Joshua Tree, marzo 1987)
5. Vertigo (da How to Dismantle an Atomic Bomb, Novembre 2004)
6. New Year's Day (da War, gennaio 1983)
7. Mysterious Ways (da Achtung Baby, Novembre 1991)
8. Stuck in a Moment You Can't Get Out Of (U.S. version) (da All That You Can't Leave Behind, Gennaio 2001)
9. Stuck in a Moment You Can't Get Out Of (international version)
10. Where the Streets Have No Name (da The Joshua Tree, agosto 1987)
11. Sweetest Thing (da The Best of 1980-1990, Novembre 1998)
12. Sunday Bloody Sunday (da War, Marzo 1983)
13. One (da Achtung Baby, Marzo 1992)
14. Desire (da Rattle and Hum, Settembre 1988)
15. Walk On (international version) (da All That You Can't Leave Behind, Novembre 2001)
16. Walk On (U.S. version)
17. Elevation (da All That You Can't Leave Behind, luglio 2001)
18. Sometimes You Can't Make It on Your Own (da How to Dismantle an Atomic Bomb, febbraio 2005)
19. The Saints Are Coming (con i Green Day) (da U218 Singles, ottobre 2006)

### Contenuti Speciali
- The Making of Vertigo
- A Story of One
- Beautiful Day (Èze version)
- Pride (In the Name of Love) (Slane Castle version)
- Vertigo (Lisbon version)
- Vertigo (HQ version)
- One (buffalo version)
- One (restaurant version)
- Sometimes You Can't Make It on Your Own (single take version)